# Huszejn al-Szádik
Huszejn al-Szádik (arabul: حُسين الصادق); 1973. október 15. –) szaúd-arábiai válogatott labdarúgókapus.

## Pályafutása

### Klubcsapatban
1991 és 1998 között az Al Qadsiah csapatában játszott. 1998 és 2007 között az ál-Ittihád játékosa volt, melynek színeiben öt alkalommal nyerte meg a szaúdi bajnokságot (1999, 2000, 2001, 2003, 2007).

### A válogatottban
1993 és 1998 között 64 alkalommal játszott a szaúd-arábiai válogatottban. Tagja volt az 1996. évi nyári olimpiai játékokon szereplő válogatott keretének és részt vett az 1994-es és az 1998-as világbajnokságon, az 1996-os Ázsia-kupán, illetve az 1995-ös, az 1997-es és az 1999-es konföderációs kupán.

## Sikerei, díjai
Al Qadsiah
- Kupagyőztesek Ázsia-kupája győztes (1): 1993–94

ál-Ittihád
- Szaúd-arábiai bajnok (5):  1998–99, 1999–00, 2000–01, 2002–03, 2006–07
- AFC-bajnokok ligája győztes (2): 2004, 2005

Szaúd-Arábia
- Ázsia-kupa győztes (2): 1988, 1996